# Sligo Rovers Football Club
Lo Sligo Rovers Football Club (in gaelico irlandese An Cumann Peile Ruagairí Shligigh), meglio noto come Sligo Rovers, è una società calcistica irlandese con sede nella città di Sligo. Fondata nel 1928 dalla fusione di due squadre giovanili locali, gioca le sue partite casalinghe in tenuta rosso-bianca allo stadio Showgrounds.
La compagine è una realtà particolare del calcio, in quanto è una cooperativa gestita direttamente dalla popolazione di Sligo, ed è sentita come parte stessa della cittadina. Lo stesso consiglio cittadino ha provveduto ad affidare alla società la gestione dello stadio in trust, a tempo indeterminato e presumibilmente fino a che la società esisterà.

## Storia
La squadra fu fondata il 17 settembre 1928 con la fusione di due club amatoriali giovanili del luogo, lo Sligo Blues e lo Sligo Town. Esordirono in campo sei giorni dopo battendo con un secco 9-1 una selezione della vicina Ballyshannon. Nel 1934 fecero finalmente accesso alla League of Ireland.
Il club fece discreto scalpore, poi, quando durante la Seconda guerra mondiale tesserò l'ex-leggenda dell'Everton e tuttora ancora recordman di reti nel secondo campionato inglese Dixie Dean.
Le annate migliori dei Rovers sono state il 1937 ed il 1977, quando riuscirono a vincere il campionato irlandese, il 1983 quando sconfissero il Bohemians F.C. vincendo la FAI Cup ed il 1994, quando sotto la guida di Willie McStay conseguirono una "treble" vincendo la First Division, la First Division Shield e la FAI Cup, battendo il Derry City F.C. in finale. Sempre nel 1994 riuscirono ad avanzare anche oltre i preliminari di Coppa delle Coppe, venendo sconfitti ed eliminati soltanto al primo turno dal Club Bruges (5-2 tra casa e trasferta).
L'attuale allenatore del Fulham FC, Lawrie Sanchez, guidò il club la stagione successiva e fu sostituito l'anno dopo da Steve Cotterill, allenatore conosciuto nella First Division inglese.
Il 12 novembre 2005, lo Sligo Rovers ottiene il titolo 2005 della First Division Title con uno 0-0 in casa contro l'Athlone Town, entrando così per la prima volta dopo 6 anni dalla sua creazione, nella Premier Division della Eircom League. Nel 2006 lo Sligo Rovers raggiunge anche la semifinale di FAI Cup: tuttavia l'allenatore Sean Connor, non viene confermato nonostante i buoni risultati e un contratto ancora non in scadenza.
Nonostante il poco interesse di Connor per le sorti della squadra, lo Sligo Rovers raggiunge un insperato ed ottimo quinto posto assicurandosi la permanenza nella massima serie.
Nel 2009 la squadra raggiunge la finale della FAI Cup ma viene sconfitta per 2-1 dallo Sporting Fingal. Nel 2010 il club si aggiudica la sua seconda coppa di lega sconfiggendo in finale per 1-0 la formazione del Monaghan United.Sempre nel 2010 si aggiudica la finale di FAI Cup battendo per 2-0 dopo i calci di rigore lo Shamrock Rovers.
Lo Sligo Rovers è uno dei protagonisti di un popolare e semi-autobiografico libro, There's Only One Red Army del giornalista Eamonn Sweeney, pubblicato nel 1997.
Nella rosa della squadra è presente il calciatore Darren Collins che vanta il primato di calciatore con il minor overall di Fifa 22

## Simboli e colori sociali

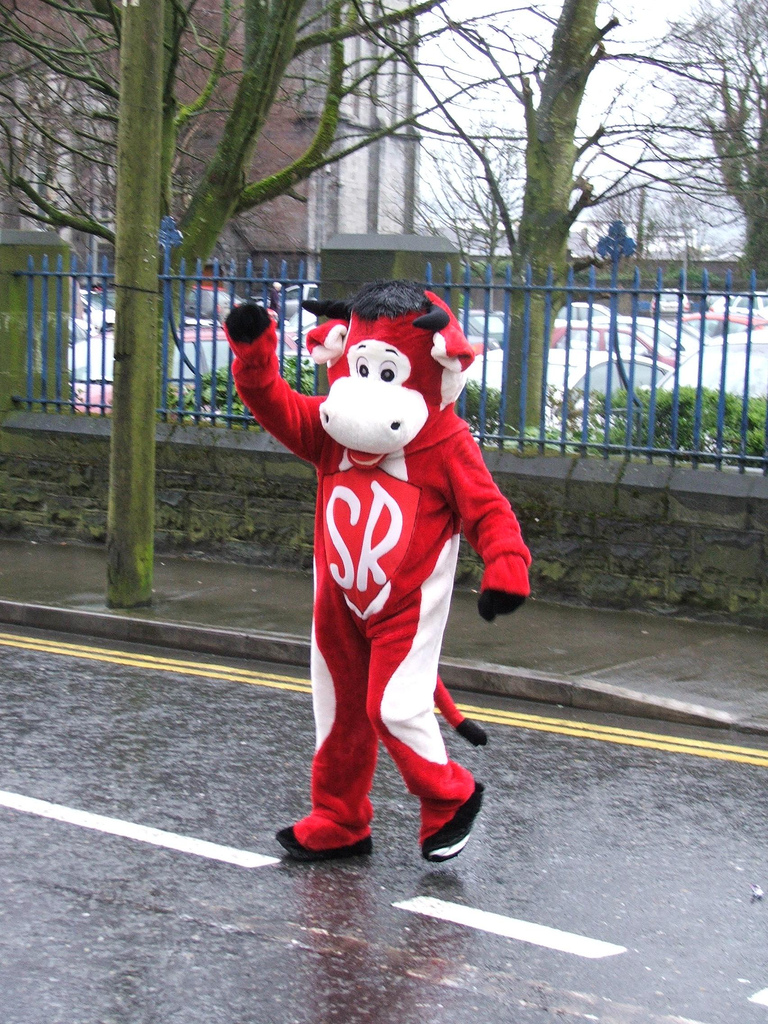
La mucca mascotte della squadra

Lo Sligo Rovers gioca sin dalla fondazione in casa con una tenuta rossa e bianca: la maglia è a tinta unita rossa così come i calzettoni, mentre i pantaloncini sono tradizionalmente bianchi. Talvolta, tuttavia, la squadra scende in campo con calzettoni bianchi e pantaloncini rossi.
In trasferta storicamente lo Sligo Rovers ha i colori invertiti, ovvero maglia bianca, pantaloncini rossi e calzettoni bianchi o rossi. Recentemente, però, non sono mancate divise di colori diversi, come nel 2006 quando la squadra affrontava alcune sfide fuori casa in tenuta nera con bordi gialli.
Lo stemma della società è cambiato varie volte. Dopo un banale pallone stilizzato anni 30 bianco-rosso, la squadra ha adottato per lungo tempo il simbolo della città di Sligo soltanto variato nei colori, bianchi e rossi.
L'attuale stemma è più originale ed è uno scudo rosso con un pallone lanciato e una conchiglia bianca, mentre sopra vi figura una mucca. L'uso della conchiglia non è casuale, in quanto è il simbolo principale di Sligo e della sua contea: il nome gaelico Sligeach significa, infatti, "posto ricco di conchiglie".
La mascotte della squadra è una simpatica mucca bianco-rossa.

## Rose

### Rosa 2014/15
Aggiornata al 24 agosto 2014
| N. |                        | Ruolo | Calciatore       |
| -- | ---------------------- | ----- | ---------------- |
| 1  | Irlanda (bandiera)     | P     | Gary Rogers      |
| 2  | Irlanda (bandiera)     | D     | Alan Keane       |
| 3  | Irlanda (bandiera)     | D     | Danny Ledwith    |
| 4  | Irlanda (bandiera)     | D     | Gavin Peers      |
| 5  | Irlanda (bandiera)     | D     | Evan McMillan    |
| 6  | Inghilterra (bandiera) | D     | Jeff Henderson   |
| 7  | Inghilterra (bandiera) | A     | Danny North      |
| 8  | Irlanda (bandiera)     | C     | David Cawley     |
| 9  | Irlanda (bandiera)     | A     | Sean Maguire     |
| 10 | Irlanda (bandiera)     | A     | Raffaele Cretaro |
| 11 | Irlanda (bandiera)     | C     | Daryl Kavanagh   |
| 12 | Inghilterra (bandiera) | P     | Richard Brush    |
| 14 | Irlanda (bandiera)     | C     | Paul O'Conor     |

| N. |                        | Ruolo | Calciatore         |
| -- | ---------------------- | ----- | ------------------ |
| 15 | Camerun (bandiera)     | C     | Joseph Ndo         |
| 16 | Irlanda (bandiera)     | D     | Kalen Spillane     |
| 17 | Irlanda (bandiera)     | A     | Éamon Zayed        |
| 18 | Irlanda (bandiera)     | C     | John Russell       |
| 22 | Irlanda (bandiera)     | C     | Laim Flatley       |
| 23 | Irlanda (bandiera)     | D     | Iarfhlaith Davoren |
| 24 | Irlanda (bandiera)     | D     | Jake Dykes         |
| 25 | Irlanda (bandiera)     | D     | Gary Boylan        |
| 27 | Inghilterra (bandiera) | D     | Regan Donelon      |
| 29 | Inghilterra (bandiera) | C     | Seamus Conneely    |
| 34 | Irlanda (bandiera)     | A     | Ruairi Keating     |
| 35 | Irlanda (bandiera)     | A     | Jordan Loftus      |

### Rosa 2011/12
| N. |                        | Ruolo | Calciatore         |
| -- | ---------------------- | ----- | ------------------ |
| 1  | Irlanda (bandiera)     | P     | Gary Rogers        |
| 2  | Irlanda (bandiera)     | D     | Alan Keane         |
| 3  | Irlanda (bandiera)     | D     | Iarfhlaith Davoren |
| 4  | Irlanda (bandiera)     | D     | Gavin Peers        |
| 5  | Inghilterra (bandiera) | C     | Danny Ventre       |
| 7  | Inghilterra (bandiera) | C     | John Dillon        |
| 8  | Benin (bandiera)       | C     | Romuald Boco       |
| 9  | Irlanda (bandiera)     | A     | Mark Quigley       |
| 10 | Irlanda (bandiera)     | A     | Raffaele Cretaro   |
| 11 | Irlanda (bandiera)     | C     | Ross Gaynor        |
| 12 | Inghilterra (bandiera) | P     | Richard Brush      |

| N. |                        | Ruolo | Calciatore       |
| -- | ---------------------- | ----- | ---------------- |
| 14 | Haiti (bandiera)       | A     | Pascal Millien   |
| 15 | Camerun (bandiera)     | C     | Joseph N'do      |
| 16 | Irlanda (bandiera)     | C     | Lee Lynch        |
| 17 | Irlanda (bandiera)     | A     | Mark McGoldrick  |
| 18 | Irlanda (bandiera)     | A     | Liam Martin      |
| 20 | Irlanda (bandiera)     | D     | Jason McGuinness |
| 21 | Irlanda (bandiera)     | D     | Colm McLoughlin  |
| 22 | Irlanda (bandiera)     | C     | David Cawley     |
| 23 | Irlanda (bandiera)     | P     | Ciaran Kelly     |
| 27 | Inghilterra (bandiera) | A     | Danny North      |
| 31 | Irlanda (bandiera)     | D     | Jake Dykes       |

## Palmarès

### Competizioni nazionali
- Campionato irlandese: 3

1936-1937, 1976-1977, 2012
- Coppa d'Irlanda: 5

1983, 1994, 2010, 2011, 2013
- Coppa di Lega irlandese: 2

1997-1998, 2010
- League of Ireland First Division: 2

1993-1994, 2005
- League of Ireland First Division Shield: 1

1993-1994

### Competizioni regionali
- Dublin City Cup: 1

1936-1937

### Competizioni internazionali
- Setanta Sports Cup: 1

2014

### Altri piazzamenti
- Campionato irlandese:

Secondo posto: 1938-1939, 1950-1951, 2011
Terzo posto: 1934-1935, 1956-1957, 1966-1967, 1995-1996, 2010, 2013, 2021
- Coppa d'Irlanda:

Finalista: 1938-1939, 1939-1940, 1969-1970, 1977-1978, 1980-1981, 2009
Semifinalista: 1934-1935, 2006, 2019, 2020
- League of Ireland Cup:

Finalista: 1975-1976, 1976-1977, 1995-1996
Semifinalista: 2009, 2011, 2012, 2013, 2018
- Supercoppa d'Irlanda:

Finalista: 2014
- FAI First Division:

Secondo posto: 1985-1986, 1989-1990
- A Championship:

Terzo posto: 2011
- Blaxnit Cup:

Finalista: 1969-1970
- Setanta Sports Cup:

Semifinalista: 2009-2010, 2011, 2012, 2013

## Statistiche e record

### Statistiche nelle competizioni UEFA
Tabella aggiornata alla fine della stagione 2018-2019.
| Competizione                  | Partecipazioni | G  | V | N | P | RF | RS |
| ----------------------------- | -------------- | -- | - | - | - | -- | -- |
| UEFA Champions League         | 2              | 4  | 0 | 0 | 4 | 0  | 9  |
| Coppa delle Coppe             | 2              | 6  | 1 | 1 | 4 | 5  | 11 |
| Coppa UEFA/UEFA Europa League | 5              | 10 | 2 | 4 | 4 | 11 | 13 |
| Coppa Intertoto               | 1              | 4  | 0 | 2 | 2 | 3  | 8  |